# Acraea intensa
Acraea intensa är en fjärilsart som beskrevs av Stoneham 1937. Acraea intensa ingår i släktet Acraea och familjen praktfjärilar. Inga underarter finns listade i Catalogue of Life.